# Mesechiteae
Mesechiteae és una tribu de plantes de flors que pertany a la família de les Apocynaceae (ordre Gentianales). Aquesta tribu té 9 gèneres.

## Gèneres
| - Allomarkgrafia - Galactophora - Macrosiphonia | - Mandevilla - Mesechites - Quiotania | - Secondatia - Telosiphonia - Tintinnabularia |